# 士麦那 (佐治亚州)
士麦那（Smyrna）是美国佐治亚州科布县的一座城市，人口约4万（2000年）。 1832年开始有人在该地区定居。1864年7月4日，士麦那成為南北戰爭的戰場。該地區的一些建築被威廉·特库姆塞·舍曼部隊摧毀。